# Nordhäuser Volkszeitung
Die Nordhäuser Volkszeitung war eine sozialdemokratische Zeitung in Nordhausen. Sie erschien von 1905 bis 1933.

## Geschichte
Das Blatt wurde 1905 auf Initiative des Arztes Karl Schultes gegründet und war Nachfolger des Nordhäuser Volksblatts, das von 1890 bis 1897 als Kopfblatt des Erfurter Tribüne in Nordhausen vertrieben wurde, bzw. der Tribüne selbst, die nach 1897 auch die Sozialdemokraten in Nordhausen bezogen. Den Aufbau organisierten im Wesentlichen Otto Flagmeyer und Friedrich Stampfer, der spätere Chefredakteur des Vorwärts. Redaktion und Geschäftsleitung bezogen das der SPD-Ortsgruppe gehörige Haus Wolfstraße 14. Material für den überregionalen Teil lieferten überwiegend der Vorwärts und die Sozialdemokratische Korrespondenz. 1910 übernahm der Gewerkschafter und SPD-Funktionär Johannes Kleinspehn die Chefredaktion.
Während des Ersten Weltkriegs war die Volkszeitung pazifistisch und regierungskritisch. Bis 1918 gab es drei Verbote. Sie konnte aber trotz Einschränkungen fortbestehen. 1919 wechselte die Belegschaft fast vollständig zur USPD, nahm aber weiterhin auch Mitteilungen der Mehrheitssozialdemokraten auf. Die Zahl der Abonnenten erhöhte sich nach Kriegsende von 4200 auf 6200. Dazu trug auch die Ausweitung des Einzugsgebiets auf die Kreise Ilfeld und Grafschaft Hohenstein und das Eichsfeld bei. Eine organisatorische Änderung trat mit der Umwandlung der bisherigen Genossenschaftsdruckerei in eine GmbH ein.
Mit der Reichstagsbrandverordnung vom 28. Februar 1933 verboten die Nationalsozialisten die sozialdemokratische Presse, darunter auch die Nordhäuser Volkszeitung. Das Verlagsgebäude in der Wolfstraße, Technik und Inventar wurden beschlagnahmt. In den Räumen der Druckerei wurde seither der NS-treue Nordhäuser Lokal-Anzeiger gedruckt.